# Percepción del acento
El acento son las distintas variaciones en la pronunciación del idioma. Los acentos pueden ser extranjeros o nativos, locales o nacionales y pueden proporcionar infomación acerca de la localidad geográfica, nivel socioeconómico y etnia de una persona. La percepción del acento es normal dentro de cualquier grupo de personas con un idioma específico y esto emplica la clasificación de los hablantes en grupos sociales y establecer juicios acerca del acento del hablante, incluyendo su estatus y personalidad. Los acentos pueden alterar de manera significativa la percepción de un individuo o de un grupo completo, lo cual es un dato muy importante considerando que la frecuencia de la persona, con diferentes acentos, se encuentra cada vez más, debido a los económicos viajes internacionales y redes sociales. Además de afectar los juicios, los acentos también alteran los procesos cognitivos clave (por ejemplo, la memoria) que están involucrados en una mayor cantidad de actividades diarias. La evolución de la percepción del acento ocurre desde la niñez temprana. Por lo tanto, desde muy temprana edad el acento influye nuestra percepción hacia otra persona, decisiones que se llevan a cabo referente a cómo y cuándo interacturar con los demás, y de igual manera, cómo nos determinan otras personas.

## Teoría de la identidad social de los acentos
La teoría de identidad social es una teoría que explica el comportamiento intergrupal tomando en cuenta la pertenencia a un grupo. Los determinantes de la permanencia de un grupo pueden ser no arbitrarios como el género, edad, raza; y arbitrarios como lanzar una moneda al aire, los colores de los carros, etc. El acento sería tomado en cuenta como un determinante no arbitrario para la pertenencia de un grupo que es potencialmente más relevante que la mayoría de los demás determinantes arbitrarios, como la etnia y las señales visuales en general. Un elemento de la teoría de la identidad social decreta que los miembros del mismo grupo harán juicios de valor a otros miembros del mismo grupo al cual pertenece, en comparación con los que no pertenecen a dicho grupo. Sesgo endogrupal es el nombre que lleva este fenómeno y se lo denomina sesgo del acento propio cuando se aplica a los acentos. Si nos basamos en el lenguaje, hay muchos ejemplos de discriminación de los grupos externos, por ejemplo: la prohibición de hablar alemán en lugares públicos dentro de los Estados Unidos durante los periodos de la Primera Guerra Mundial y la Operación al-Anfal, sin embargo, también hay ejemplos de discriminación referentes al acento. Tomando en cuenta algunos de estos acontecimientos que se llevaron a cabo miles de años atrás; en el libro de Jueces de la Biblia 12:5-6 se describe la siguiente cita bíblica que narra sobre la matanza masiva de las personas dependiendo de su acento:
“Los galaaditas tomaron los vados del Jordán que conducen a Efraín, y cada vez que un sobreviviente de Efraín decía: "Déjame pasar", los hombres de Galaad le preguntaban: "¿Eres efraimita?". Si respondía: "No", decían: "Está bien, di 'Shibboleth'". Si decía: "Shibboleth", porque no podía pronunciar correctamente la palabra, lo apresaban y lo mataban en los vados del Jordán. Cuarenta y dos mil efraimitas fueron asesinados en ese momento.".
Mientras que algunos son más recientes, por ejemplo: George Bernard Shaw en su obra Pigmalión reconoció las desigualdades del acento (incluso en un contexto nativo) cuando escribió:
"Es imposible que un inglés abra la boca sin que otro inglés lo odie o lo desprecie." 

## Bases evolutivas del sesgo de nuestro propio acento
La función de los acentos es ser marcadores de pertenencia a grupos sociales que transmiten información sobre el estado de los individuos dentro y fuera del grupo. En cambio, a diferencia de otros marcadores no arbitrarios aparentamente más notables (por ejemplo: la raza), el acento de una persona no es evidente para un observador, a menos que la persona hable y esté dentro del rango de audición del observador. Este aspecto formula la pregunta de cómo una variable (la raza) tan fácil de ocultar, se convirtió en un marcador principal de pertenencia a un grupo. Un reporte predominante sugiere que la historia evolutiva es parte de la respuesta a este enigma. En las sociedades modernas podemos encontrar que viven juntas personas de diferentes orígenes raciales, lo que ofrece a los humanos modernos la oportunidad de experimentar una variedad serie de razas y características raciales (por ejemplo, color diferente de piel). Sin embargo, en las sociedades primitivas, la única forma que tenían para viajar desde lejos era caminando, por lo que era probable que se vieran similares. Como tal, pudo haber existido una presión de selección natural que favoreciera la atención social de los acentos, que funcionaba como una señal de honestidad (por ejemplo, una señal honesta de la pertenencia a un grupo de un inidividuo), por lo que los individuos pordrían identificar fácilmente a los miembros del grupo de la amenaza potencial de los miembros del grupo externo. En contraste, fue menos relevante la presión selectiva para atender socialmente a la raza.

## Teorías del sesgo de nuestro propio acento
El sesgo del propio acento es la inclinación y el juicio más positivo hacia las personas con nuestro mismo acento, comparándolo con las personas con un acento diferente. A continuación, se mencionarán dos teorías principales que intentan explicar este sesgo: el procesamiento afectivo y la representación prototipo.

### Procesamiento afectivo
El enfoque del procesamiento afectivo plantea que el sesgo positivo expuesto por otros que hablan con un acento propio es producido por una reacción emocional (de manera inconsciente). En resumen, a las personas les gustan otras personas que tienen el mismo acento que ellos. Esta teoría se ha desarrollado y recibe apoyo de la investigación neurocientífica que investiga la prosodia afectiva (un componente clave subyacente al acento) y la emoción vocal, que ha encontrado activación (específicamente en el hemisferio derecho) en destacadas regiones del cerebro relacionadas con el procesamiento de la emoción. Estas regiones incluyen:
- Giros temporales medias y superiores[17][18]
- Corteza insular[19][20]
- Giro frontal inferior[20][21]
- Ganglios basales[22]
- Amígdalas[19][23]

Además del procesamiento de la memoria y la emoción, las amígdalas tienen papeles importantes como "detectores de relevancia" para el discernimiento de información social relevante. Por esta razón, estas regiones del cerebro que se ocupan de la relevancia social y la emoción vocal, son candidatas probables para una red neuronal asociada con la pertenencia a un grupo basado en el acento que promocionaría el procesamiento afectivo de los acentos.

### Representación de prototipos
El punto de vista de la representación de prototipos se deriva de teorías desarrolladas en los dominios de la lingüística y la psicología cognitiva. Plantea que hay "prototipos" (representaciones internas) guardados en el cerebro, de los cuales nos ayuda a comparar la información entrante de los sentidos para facilitar la categorización. De esta manera, el sesgo del propio acento es semejante al prototipo del "acento" por lo tanto, se procesan y categorizan de una manera más fácil que los demás acentos que son diferentes. Esta idea está respaldada por investigaciones que demuestran que entre más distinta y menos atractiva se califica una voz es porque está más alejada del promedio (que está considerada como una buena representación del prototipo interno del acento). A su vez, produce más actividad en las áreas cerebrales del lenguaje (áreas del cerebro que se ocupan de la percepción de la voz y los acentos).

## Investigación sobre la percepción del acento
Investigaciones recientes han mencionado los efectos del acento en la memoria de los testigos auditivos (igual que la memoria de los testigos visuales, pero tomando en cuenta lo que una persona escucha en lugar de ver). El estudio mostró que los testigos auditivos tenían más posibilidad de confundir a los delincuentes con un acento diferente con quienes tenían el propio acento, y además que sus juicios de valor tenían menos certeza al denominar a los delincuentes con otro acento en comparación con los que tenía su propio acento. Los autores del estudio presentan analogías entre el sesgo de la propia raza y del propio acento; también declara que los rostros son más fáciles de reconocer por personas de la misma raza (su propia raza) porque dichas personas tienen más experiencia, comparándolos con rostros de diferentes razas. Esto se asemeja a la teoría de la representación del prototipo del sesgo del propio acento. Existe otro estudio que se investigó sobre el aprendizaje de los estudiantes y el efecto que tiene el acento del docente en ellos. Esta investigación demostró que los estudiantes recuerdan más información de conferencias con docentes que tenían su propio acento, a diferencia de los que tienen otro acento. Además, la investigación que se focaliza en el desarrollo del sesgo del propio acento en niños y bebes, ha mostrado que además de diferencias consistentemente entre acentos nativos y extranjeros; también existe una preferencia por el acento nativo que hasta su comportamiento cambia (por ejemplo, aceptar un juguete por parte de una persona con acento nativo en lugar de una persona con acento extranjero).